# Seelewig
Seelewig o Das geistliche Waldgedicht oder Freudenspiel genant Seelewig (título original en alemán; en español, El poema del Bosque Sagrado u Obra de celebración llamada Seelewig) es una ópera en un prólogo, tres actos y un epílogo con música del compositor alemán Sigmund Theophil Staden y libreto de Georg Philipp Harsdörffer (1607—1658). Se estrenó en Núremberg en el año 1644.
Se publicó por vez primera en 1644 en la cuarta parte de sus Frauenzimmer Gesprächspiele, se basa en la obra escolar Ein gar schön geistliches Waldgetichte genant Die glückseelige Seele de 1637, a su vez traducción de L'anima felice favola boschareccia del italiano Nicolò Negri (1606).
Es la ópera alemana más temprana de la que se conserva la música. Aparentemente, la obra parece ser una típica alegoría cristiana del viaje del alma a través de este mundo y la acción simbólica tiene lugar en un ambiente pastoral. A pesar de todo, investigaciones recientes que relaciona el contexto del libreto en la obra de Harsdörffer Frauenzimmer Gesprächspiele han señalado varios problemas de una alegoría sin costuras. Estas lecturas hacen que sea más probable que Seelewig esté relacionada con su pretexto jesuita en una manera compleja, competitiva, e incluso polémica.
La ópera mezcla números musicales y diálogo hablado en una manera que anticipa el Singspiel.

## Historia de la representación
Se interpretó ante la corte en Núremberg en 1644. Sofía Isabel, duquesa de Brunswick-Wolfenbüttel también organizó una representación en Wolfenbüttel el 21 de abril de 1654 y se representó de nuevo en Augsburgo en el año 1698. 
En los años 1970 se repuso con producciones en Alemania, los Países Bajos y Oberlin, Ohio.

## Personajes
| Personaje                | Tesitura | Reparto del estreno |
| ------------------------ | -------- | ------------------- |
| Seelewig (Alma inmortal) | soprano  |                     |
| Trügewald un sátiro      |          |                     |
| Sinnigunda (Sensualidad) |          |                     |
| Gwissulda (Consciencia)  | soprano  |                     |
| Herzigild (Sabiduría)    | soprano  |                     |
| Reichimuth (Riqueza)     |          |                     |
| Ehrelob (Poder)          |          |                     |
| Künsteling               | tenor    |                     |

## Sinopsis

### Prólogo
La Música confiesa su decepción pues gran parte del entretenimiento reciente ha sido secular. Aliada con la Poesía, pretende regresar a su verdadera vocación: la alabanza a Dios.

### Acto I
El sátiro Trügewald quiere seducir a la bella ninfa Seelewig. Temiendo que su fealdad le lleve al fracaso, cuenta con la ayuda del vano y joven pastor Künsteling, así como Ehrelob, Reichimuth y Sinnigunda. Sinnigunda intenta apartar a Seelewig del camino de la virtud pero Gwissulda y Herzigild advierten a esta última que tenga cuidado con el engaño. El frustrado Trügewald está furioso.

### Acto II
Künsteling, Ehrelob, Reichimuth y Sinnigunda llenan a Seelewig con regalos (un telescopia, una caña de pescar, un arco y una flecha y una corona de flores). De nuevo Gwissulda y Herzigild salvan a Seelewig de sus seducciones. Seelewig se aterroriza por una tormenta y canta una canción pidiendo consejo del eco del bosque, que le advierte que huya de las trampas de este mundo.

### Acto III
A la mañana siguiente Trügewald y sus amigos intentan engañar a Seelewig de otra forma. Seelewig otra vez pide consejo al eco, pero esta vez es Trügewald quien responde, disfrazando la voz. Este eco le dice a Seelewig que se entregue a los placeres de este mundo. Mientras Seelewig juega a la gallinita ciega con los pastores, Trügewald salta y la atrapa. Pero Gwissulda y Herzigild le quitan la venda de los ojos y le muestran la desagradable realidad. Trügewald y sus compañeros son perseguidos fuera del bosque. Seelewig se convierte y un coro de ángeles agradecen su salvación.

## Grabación
- Seelewig Solistas, I Ciarlatani, dirigidos por Klaus Winkler (CPO, 2004)